# Lino Micciché
Lino Micciché (eigentlich Calogero Micciché; * 31. Juli 1934 in Caltanissetta; † 1. Juli 2004 in Rom) war ein italienischer Filmkritiker und -historiker.

## Leben
Micciché schrieb als einer der anerkannten Experten für Filmwissenschaft für zahlreiche Zeitschriften und Periodika wie „Avanti!“, lehrte als Universitätsdozent Filmgeschichte und -kritik, begründete die „Mostra del Cinema Nuovi di Pesaro“, fungierte als Präsident der Fipresci und verantwortete in den 1960er Jahren mehrere Dokumentarfilme. Im 1962 veröffentlichten All’armi, siam fascisti schilderte er mit Lino Del Fra und Cecilia Mangini Aufstieg und Fall des Regimes Benito Mussolinis. Im selben Jahr trug er zum Episodenfilm I misteri di Roma bei.
In späteren Jahren war er Vorsitzender und Mitglied der Jurys verschiedenen Filmfestivals.

## Filmografie (Auswahl)
- 1961: All'armi, siam fascisti (Ko-Regie, Dokumentarfilm)